# Die unteren Zehntausend
Die unteren Zehntausend ist eine US-amerikanische Filmkomödie von Frank Capra aus dem Jahr 1961 mit Bette Davis, Glenn Ford, Hope Lange und Peter Falk. Es handelt sich um ein Remake des Films Lady für einen Tag (1933), der ebenfalls von Frank Capra inszeniert wurde. Es wurde sein letzter Spielfilm. 1989 drehte Jackie Chan mit Miracles eine weitere Adaption. Die Filme basieren auf einer Erzählung von Damon Runyon. Ann-Margret gab hier ihr Filmdebüt.

## Handlung
New York, gegen Ende der Prohibition: „Apfel-Annie“ ist eine alte Bettlerin, die auf dem Broadway Äpfel verkauft. Einer ihrer wichtigsten Kunden ist David „der Lord“, ein Unterweltboss der guten Sorte, der felsenfest daran glaubt, dass ihm die Äpfel von Apfel-Annie Glück bringen, weshalb er sich für wichtige Entscheidungen und Treffen immer einen frischen besorgt und ihr dementsprechend gutes Trinkgeld gibt. Ferner zieht Annie von den anderen Bettlern am Broadway einen Teil ihrer Einnahmen als Gebühr ein. Diese zahlen die Bettler nur zu gern, weil sie wissen, dass Annie eine junge Tochter namens Louise  hat, der sie das Geld schickt. Louise lebt schon lange in Europa und kennt ihre Mutter nur per Briefverkehr. Diesen Kontakt stellt Annie über das vornehme und teure Marbery-Hotel in New York her. Denn ihrer Tochter hat Annie stets ihre wahren Lebensumstände verschwiegen und vorgemacht, sie sei eine vornehme Dame, die im Marbery wohnt. Über einen Freund unter dem Hotelpersonal tauscht Annie die Briefe und bekommt auch von ihm das Briefpapier mit dem Hotelaufdruck.
Eines Tages kommt Annie jedoch in die Bredouille, als Louise ihr schreibt, dass sie schon in den nächsten Tagen mit dem Schiff eintreffen wird, um sie zu besuchen, begleitet von ihrem Verlobten und dem zukünftigen Schwiegervater, Leute aus hohen Kreisen. Annies Bettler-Freunde haben Mitleid mit der verzweifelten Frau und bitten David den Lord, Annie durch seine Beziehungen im Marbery unterzubringen, damit diese ihrer Tochter die schöne Welt weiter vorspielen kann. Dem Lord kommt das im Augenblick sehr ungelegen, denn er will gerade mit dem üblen Gangster-Syndikats-Boss Darcey, der durch Davids Arrangement illegal und unerkannt in New York weilt, eine Partnerschaft abschließen, da sich durch das Ende der Prohibition die Situation für die Unterwelt verschlechtert hat. Doch da er dazu Annies Glücksäpfel benötigt, willigt er am Ende widerwillig ein.
Mit seiner Freundin Queenie bringt David Annie in einer vornehmen Suite des Marbery unter, lässt die alte heruntergekommene Frau mit Hilfe von Queenies Friseurinnen und Kosmetikerinnen in eine vornehme Dame verwandeln und macht aus einem abgehalfterten, aber in der vornehmen Etikette bewanderten Berufsbillardspieler einen passenden Ehemann für sie. So gelingt es ihnen, die eintreffende überglückliche Louise und ihren Anhang zu täuschen. Doch dann soll es am Abend in der Suite noch einen Empfang geben mit Personen der hohen New Yorker Gesellschaft. David sieht sich erneut unter Zugzwang, trommelt sämtliche Untergebenen aus der New Yorker Halb- und Unterwelt zusammen, stattet sie mit Smokings und Kleidern aus und versucht zusammen mit Queenie, sie in vornehmem Benehmen zu unterweisen, um das Theaterspiel entsprechend fortzusetzen.
Doch noch ehe die bunte Truppe zur Party im Hotel anrücken kann, schnappt die Polizei zu, die David seit jüngster Zeit wieder verschärft beobachtet und eine krumme Sache vermutet, und setzt sie fest. Verzweifelt, aber schließlich erfolgreich versucht David, dem Polizeichef die wahren Umstände klarzumachen. Dieser verständigt die echten Honoratioren der Stadt, und so wird Annie, die sich wegen des Ausbleibens der Festgäste gerade anschickt, ihrer Tochter die Wahrheit zu gestehen, überrascht, als der Polizeichef, der Bürgermeister und viele andere hohe Persönlichkeiten, für die die Sache ein Heidenspaß ist, die Schwelle überschreiten und sich für Annies gute Freunde ausgeben.
Schließlich können Louise und ihre zukünftige Familie zur Abreise wieder zum Schiffsanleger geleitet werden. David der Lord verzichtet zur Freude Queenies auf die Partnerschaft mit Darcey und verspricht ihr eine bürgerliche und ehrliche Zukunft. Annie kehrt in ihr altes Leben am Broadway zurück.

## Kritiken
„Eine mit Turbulenz, Laune und Elan inszenierte amüsante Komödie im Hollywood Märchenstil, die Witz, Charme und Sentimentalität publikumsattraktiv verbindet“, urteilte das Lexikon des internationalen Films.

## Auszeichnungen
Der Film erhielt drei Oscar-Nominierungen in den Kategorien Bester Nebendarsteller (Peter Falk), Bestes Kostümdesign/Farbe (Edith Head und Walter Plunkett) und Bester Filmsong (Pocketful of Miracles). Glenn Ford erhielt zudem einen Golden Globe Award als Bester Hauptdarsteller (Komödie oder Musical) und Ann-Margret den Preis als Beste Nachwuchsdarstellerin.